# Чемпионат мира по настольному теннису 1929
Чемпионат мира по настольному теннису 1929 года прошёл с 14 по 21 января в Будапеште (Королевство Венгрия).

## Медалисты
| Разряд                   | Золото                                                                                  | Серебро                                                                           | Бронза                                                                           |
| ------------------------ | --------------------------------------------------------------------------------------- | --------------------------------------------------------------------------------- | -------------------------------------------------------------------------------- |
| Мужской одиночный разряд | Фредерик Перри                                                                          | Миклош Сабадош                                                                    | Эдриан Хейдон                                                                    |
| Мужской одиночный разряд | Фредерик Перри                                                                          | Миклош Сабадош                                                                    | Золтан Мехлович                                                                  |
| Женский одиночный разряд | Мария Меднянски                                                                         | Гертруде Вилдхам                                                                  | Анна Шипош                                                                       |
| Женский одиночный разряд | Мария Меднянски                                                                         | Гертруде Вилдхам                                                                  | Магда Галь                                                                       |
| Мужской парный разряд    | Виктор Барна Миклош Сабадош                                                             | Ласло Беллак Шандор Гланц                                                         | Дьёрдь Сегеди Иштван Рети                                                        |
| Мужской парный разряд    | Виктор Барна Миклош Сабадош                                                             | Ласло Беллак Шандор Гланц                                                         | Чарлз Булл Фредерик Перри                                                        |
| Женский парный разряд    | Эрика Мецгер Мона Рюстер                                                                | Фанкетте Фламм Гертруде Вилдхам                                                   | Мария Меднянски Анна Шипош                                                       |
| Женский парный разряд    | Эрика Мецгер Мона Рюстер                                                                | Фанкетте Фламм Гертруде Вилдхам                                                   | Илона Задор Магда Галь                                                           |
| Микст                    | Иштван Келен Анна Шипош                                                                 | Ласло Беллак Магда Галь                                                           | Альфред Либстер Гертруде Вилдхам                                                 |
| Микст                    | Иштван Келен Анна Шипош                                                                 | Ласло Беллак Магда Галь                                                           | Золтан Мехлович Мария Меднянски                                                  |
| Мужской командный турнир | Венгрия · Виктор Барна · Шандор Гланц · Иштван Келен · Золтан Мехлович · Миклош Сабадош | Австрия · Манфред Фер · Пауль Флюссман · Эрвин Кон · Альфред Либстер · Роберт Тум | Англия · Чарлз Булл · Ф.Дж. Бёрлс · Эдриан Хейдон · Фредерик Перри · Фрэнк Вайлд |